# Philipp Naruhn
Philipp Naruhn est un rameur allemand, né le 14 juillet 1983.

## Palmarès

### Jeux olympiques
- 2008 à Pékin,  Chine
  - 8e en huit barré

### Championnats du monde
- 2006,à Eton,  Royaume-Uni
  -  médaille d'or en quatre de pointe avec barreur
- 2007,à Munich,  Allemagne
  -  médaille de bronze en quatre de pointe avec barreur
- 2009,à Poznań,  Pologne
  -  médaille de bronze en deux de pointe avec barreur